# لوئیس پروست
لوئیس پروست (انگلیسی: Louis Proost; ۷ آوریل ۱۹۳۵ – ۲ فوریهٔ ۲۰۰۹) دوچرخه‌سوار اهل بلژیک بود.
وی در مسابقات کشوری و بین‌المللی در مجموع برندهٔ ۱ مدال طلا شده‌است.